# 俄罗斯站
74°46′S 136°52′W / 74.767°S 136.867°W
俄罗斯站（俄语：Русская），是苏联开设的南极科学考察站，位于玛丽伯德地，1980年建站，1990年3月12日起關閉。1991年蘇聯解體後，由俄羅斯接管。
俄罗斯站附近终年强风。每年风速达15米/秒超过264天，其中有136天风速超过30米/秒。最冷的七月和八月平均气温是-20 ° C（-4 ° F），最热的十二月和一月温度为-2 ° C（28.4° F）。1985年测得-46.4° C（-51.5° F）的最低温度，1983年测得最高温度是7.4° C（45.3° F）。一年中平均温度为-12° C（10.4° F），降雪量平均约2000毫米。
俄羅斯南極考察隊曾計畫在2007年至2008年間重啟俄羅斯站，但直至2012年仍未實現重啟計劃。